# Tumu (Amanatun Utara)
Tumu is een bestuurslaag in het regentschap Timor Tengah Selatan van de provincie Oost-Nusa Tenggara, Indonesië. Tumu telt 2479 inwoners (volkstelling 2010).